# Mossens IP
Mossens IP är en fotbolls- och idrottsanläggning i stadsdelen Krokslätt i Göteborg. Den togs i bruk 1959 som ersättare för Gibraltarvallen och hade ursprungligen fotbollsplan, löparbanor samt två tennisbanor. Omklädningsbyggnad uppfördes år 1958. Mossens BK och IK Virgo har båda här sin hemmaplan. Området är cirka 200x125 meter stort.
Namnet 'Mossen' kommer av naturområdet 'Mosseberg'.
Skogsdungen intill idrottsplatsen utgör en viktig länk i en kedja av skogspartier som fungerar för födosökande och häckande för fågelarten mindre hackspett.